# Juan Manuel Cotelo
Juan Manuel Cotelo Oñate (Madrid, España, 7 de julio de 1966) es un periodista, director de cine, guionista, productor y actor español. Es miembro de la Academia de las Artes y Ciencias Cinematográficas de España y de la Academia de TV.

## Biografía
Trabaja en el mundo audiovisual desde 1987 como periodista, director de cine, guionista, productor y actor. Es el fundador y director de Infinito + 1, productora y distribuidora internacional de películas. Está casado y tiene tres hijas.

## Carrera
Juan Manuel Cotelo empezó a trabajar en televisión en Barcelona como redactor de la agencia internacional EditMedia TV. Un año después fue Redactor Jefe de dicha agencia en Madrid. 
Ha trabajado en formatos tanto informativos como de entretenimiento, a través de productoras como Internacional Television Producciones, Globomedia, Video Media, PNN e Idea TV, para su emisión en televisiones españolas (estatales y autonómicas) y de Estados Unidos. Allí fue traductor del programa de noticias de KTLA Channel 5 (Los Ángeles) y Director Creativo de IDEA TV, en Washington D. C.

### Como guionista
Fue guionista, presentador y actor en el programa líder de audiencia en Canal Sur Televisión Así es la vida, dirigido por Fernando Navarrete y emitido posteriormente en TVE 1 y Telemadrid. 

### Como actor

#### Cine
- 1998 El sudor de los ruiseñores de Juan Manuel Cotelo
- 2003 Torremolinos 73 de Pablo Berger
- 2010 La última cima de Juan Manuel Cotelo
- 2013 Tierra de María de Juan Manuel Cotelo
- 2016 Footprints de Juan Manuel Cotelo
- 2018 El Mayor Regalo de Juan Manuel Cotelo
- 2021 Tengamos la fiesta en paz de Juan Manuel Cotelo

#### Series de televisión
- 1998 - 2002 Compañeros
- 2001 - 2004 7 vidas
- 2002 Javier ya no vive solo
- 2003  Los Serrano
- 2005 Aída
- 2005 Hospital Central
- 2006 El Comisario
- 2006 Matrimonio con hijos
- 2007 El Internado [cita requerida]

#### Cortometrajes
En 2007 actuó en los cortometrajes Esto no es una ONG, Corto descafeinado y 3,2,1 Acción, junto a Antonio Esteve, Alexis Martínez y Jorge García.

#### Teatro
- 1999 La historia del soldado de Igor Stravinski
- 2019 Katakumba exit de Juan Manuel Cotelo

### Como director y productor
Con 30 años escribió, dirigió y produjo su primer largometraje, El sudor de los ruiseñores (1998), protagonizado por Carlos Ysbert, Maria de Medeiros y el tenor rumano Alexandru Agarici.

## Galardones
- Premio Revelación del Cine Español, otorgado por el Círculo de Escritores Cinematográficos
- Premio del Público y Premio del Jurado en el Festival Internacional de Cine de Burgos
- Premio de Radio Exterior de España a la mejor película del Festival de Cine de Huelva
- Premio al Mejor Guion Cinematográfico del Instituto de Cooperación Iberoamericana
- Premio del Jurado del Festival Tercer Milenio, en Guadalajara (México)

## Docencia
Ha sido profesor de Guion Cinematográfico y de Dirección de Actores en las universidades de Navarra, Complutense de Madrid, Nebrija, Villanueva y UCH-CEU.
Ha impartido cursos y conferencias en numerosas universidades del mundo.

## Festival Internacional de Cine de Guadarrama
Juan Manuel Cotelo fundó y dirigió durante cuatro ediciones el Festival Internacional de Cine de Guadarrama. Es el único festival de España dedicado íntegramente a óperas primas internacionales. También dirigió el making-off de la película "Frágil", del  director vasco Juanma Bajo Ulloa.

## Productora Infinito +1
En 2008 creó la productora y distribuidora cinematográfica Infinito + 1 así como la Fundación Infinito.
Su primera producción, La última cima (2008), un documental estrenado en 18 países, está basado en la vida de Pablo Domínguez Prieto, sacerdote madrileño que falleció en febrero de 2009, al descender la cima del Moncayo, cuando tenía 42 años. 
En 2011 inició la producción de la serie Te puede pasar a ti, sobre conversiones espirituales actuales. Ese mismo año produjo el disco de villancicos internacionales A ti, niño, interpretado en 6 idiomas por las cantantes rumanas Simona y Paula Puscas.
En 2013 dirigió e interpretó el largometraje Tierra de María, distribuido en cines de 41 países.
En 2016 dirigió la película documental Footprints, sobre la experiencia espiritual de peregrinar en el Camino de Santiago. 
En 2018 dirigió El Mayor Regalo, un largometraje sobre el perdón. Mezcla ficción con testimonios reales de reconciliación en todo el mundo: Francia, Irlanda, España, México, Colombia, Ruanda. Como sucedió con sus películas anteriores, pronto se convirtió en el documental más visto del año en España. Fue estrenado poco después en otros 26 países de Europa y América.
A finales de 2021 estrenó Tengamos la fiesta en paz, una comedia musical familiar navideña, protagonizada por Mamen García, Teresa Ferrer, Carlos Aguillo, Eva Bravo, Ana Bravo y Juan Sánchez. Desde la primera semana se sitúa en el Top 10 de la cartelera española, junto a grandes producciones como Encanto, Way Down, Spiderman o West Side Story. Tras su primer mes en cartelera, entró en el Top 20 del año.[cita requerida]
En 2022 se estrena en otros 15 países de Europa y América y NETFLIX-España la adquiere para su catálogo.
Además de las producciones cinematográficas, Juan Manuel dirige formatos en línea como CATEQUIZIS, KATAKUMBA EXIT, CONTAGIOSOS y CATEFITNESS, difundidos a través de las redes sociales de la Fundación INFINITO + 1. En el año 2022, estas producciones tuvieron 52 Millones de visionados en línea.
En mayo de 2023 inicia la producción de la serie de documentales HAGAN LÍO, financiada íntegramente a través de una campaña mundial de donaciones, o "crowdfunding".

## Filmografía como director
- 1998 El sudor de los ruiseñores
- 2008 La última cima
- 2011 Serie "Te puede pasar a ti"
- 2013 Tierra de María
- 2016 Footprints
- 2018 El mayor regalo
- 2021 Tengamos la fiesta en paz

## Libros
- "Opera Prima: así logré escribir, producir y dirigir mi primer largometraje", con prólogo de Juanma Bajo-Ulloa.
- "El mayor regalo, guía práctica para celebrar la fiesta del perdón" de Juan Manuel Cotelo

## Premios y reconocimientos
Medallas del Círculo de Escritores Cinematográficos
| Año  | Categoría               | Película                   | Resultado |
| ---- | ----------------------- | -------------------------- | --------- |
| 1998 | Premio revelación       | El sudor de los ruiseñores | Ganador   |
| 2010 | Premio Mejor Documental | La Última Cima             | Ganador   |

- Premio al mejor guion en el II Encuentro Universitario de Cine Iberoamericano de Huelva, por  El sudor de los ruiseñores  de 1998
- Premio de Radio Exterior de España al mejor largometraje del Festival de Cine de Huelva,  por  El sudor de los ruiseñores  de 1998
- Premio del Público y Premio del Jurado en Festival Cine Burgos,  por  El sudor de los ruiseñores  de 1998
- El sudor de los ruiseñores  de 1998  fue seleccionada en sección oficial de festivales en Chicago, Nueva York, Mar del Plata y Estambul.
- Premio del Jurado, Festival Internacional de Cine Tercer Milenio, Guadalajara, México.
- Premio de CINEMANET por  El Mayor Regalo  de 2019
- Ganador de dos Medallas del Círculo de Escritores Cinematográficos de España.
- Ganador de dos Premios Bravo de la CEE
- Premio Presencia Pública, de la Fundación Educatio Servanda
- Premio Mejor Documental de Impacto Social, Festival Cine Castilla-La Mancha.
- Premio Estrella Polar del XVI Festivalito de La Palma